# فریبا احمدی کاکر
فریبا احمدی کاکر (زاده ۱۳۵۳ ولایت قندهار) سیاستمدار افغانستان و نماینده مردم ولایت قندهار در دوره‌های پانزدهم و شانزدهم مجلس نمایندگان است. وی در مجلس شانزدهم نمایندگان افغانستان عضو کمیسیون مواصلات، مخابرات، امور انکشاف شهری، تهیه مسکن، تهیه آب و برق و امور شاروالی‌ها می‌باشد.

## زندگی‌نامه
فریبا احمدی کاکر زاده ۱۳۵۳ از شهر قندهار می‌باشد. او تحصیلات متوسطه خود را تا فارغ‌التحصیلی ۱۲ پاس به پایان رسانید.

## دیگر فعالیت‌ها
دیگر فعالیت‌های او:
- معلم در قندهار.
- کار در شرکت APA.